# Quốc hội Thái Lan

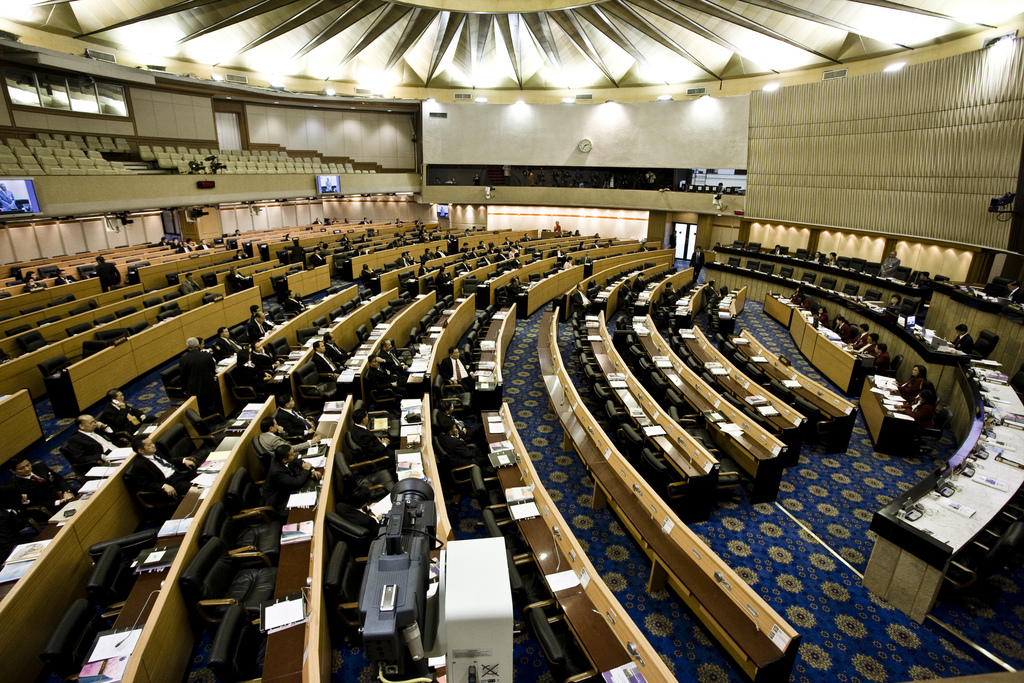
Phòng họp Quốc hội Thái Lan

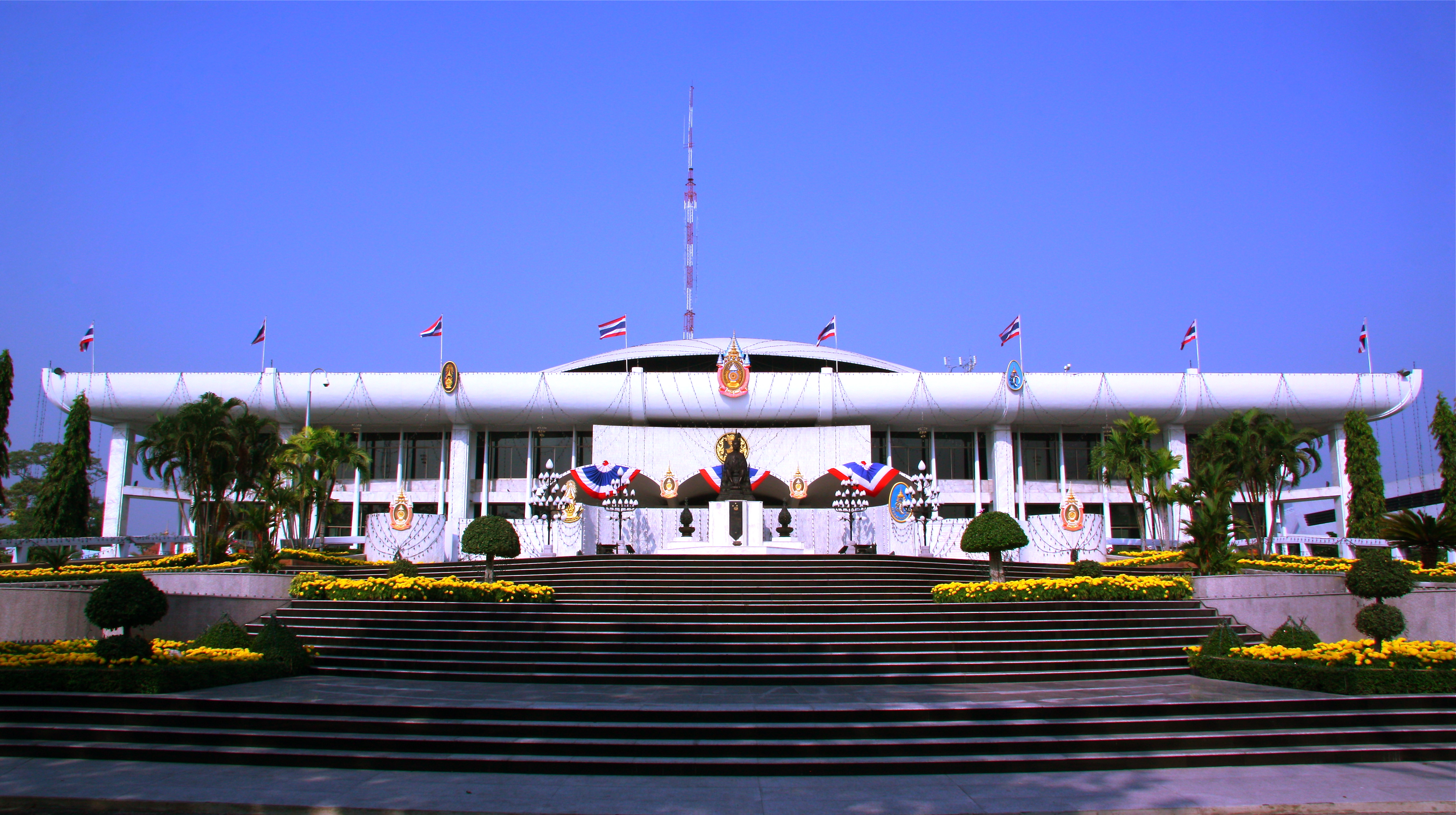
Tòa nhà Quốc hội Thái Lan

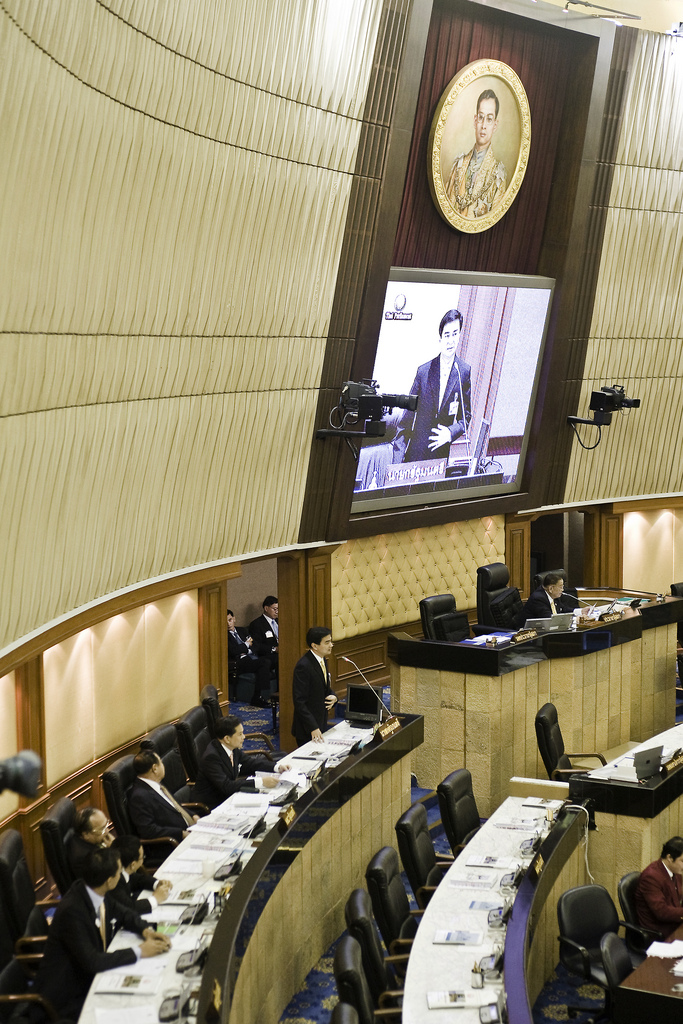

Quốc hội Thái Lan (tiếng Thái: รัฐสภา, Rathasapha) là cơ quan lập pháp của Thái Lan. Đây là một quốc hội lập pháp lưỡng viện, bao gồm: Thượng viện (วุฒิสภา, Wuthisapha) và Hạ viện (สภาผู้แทนราษฎร, Saphaputhan Ratsadon).
Quốc hội Thái Lan được thành lập năm 1932 sau khi Hiến pháp đầu tiên của Thái Lan được thông qua. Hiến pháp chuyển đổi Thái Lan từ chế độ quân chủ chuyên chế sang chế độ quân chủ lập hiến.
Trong cuộc khủng hoảng chính trị năm 2013, Hạ viện đã bị giải tán bởi Thủ tướng Yingluck Shinawatra, Yingluck đã kêu gọi bầu cử vào ngày 2 tháng 2 năm 2014 cho đến khi nó bị Tòa án Hiến pháp vô hiệu hóa. Sau cuộc đảo chính năm 2014, Quốc hội được thay thế bằng Quốc hội lập pháp đơn viện (Hội đồng Lập pháp Quốc gia), được quân đội hậu thuẫn theo hiến pháp năm 2014.
Sau khi Hiến pháp năm 2017 được ban hành vào tháng 4 năm 2017, Quốc hội đã được tái lập nhưng hiến pháp cho phép Quốc hội lập pháp quân sự tạm thời giữ nguyên vị trí cho đến khi Quốc hội được thành lập sau cuộc tổng tuyển cử năm 2019.

## Lịch sử

### Thành lập
Trước năm 1932, Vương quốc Xiêm không có cơ quan lập pháp, vì tất cả quyền lập pháp được trao cho quốc vương. Điều này đã có từ khi Vương quốc Sukhothai được thành lập vào thế kỷ 12, quốc vương được coi là "Dharmaraja" hay "vị vua cai trị theo đúng Phật Pháp". Tuy nhiên, vào ngày 24 tháng 6 năm 1932, một nhóm dân thường và sĩ quan quân đội, tự xưng là Khana Ratsadon (hay Đảng Nhân dân) thực hiện một cuộc cách mạng không đổ máu, trong đó chấm dứt 150 năm chế độ quân chủ chuyên chế của Nhà Chakri. Thay vào đó, phe cách mạng ủng hộ một chế độ quân chủ lập hiến với cơ quan lập pháp được quyết định.
"Dự thảo Hiến pháp" năm 1932 do Quốc vương Prajadhipok ký, đã lập ra cơ quan lập pháp đầu tiên của Thái Lan, một Quốc hội Nhân dân với 70 thành viên được bổ nhiệm. Quốc hội nhóm họp lần đầu tiên vào ngày 28 tháng 6 năm 1932, tại Đại cung Ananta Samakhom. Khana Ratsadon quyết định rằng mọi người vẫn chưa sẵn sàng cho một bầu cử Quốc hội, sau đó họ đã thay đổi ý kiến. Vào thời điểm hiến pháp "vĩnh viễn" có hiệu lực vào tháng 12 năm đó, các cuộc bầu cử đã được lên kế hoạch tổ chức vào ngày 15 tháng 11 năm 1933. Hiến pháp mới đã thay đổi thành phần của Quốc hội thành 78 người được bầu trực tiếp và 78 người được bổ nhiệm (bởi Khana Ratsadon), tổng cộng 156 thành viên.

### Hậu Thế chiến II
Sau Chiến tranh thế giới thứ hai, hiến pháp mới được ban hành vào năm 1946 dưới thời chính phủ của Pridi Banomyong. Hiến pháp được coi là dân chủ nhất của Thái Lan và lần đầu tiên tạo ra cơ quan lập pháp lưỡng viện: Thượng viện và Hạ viện. Cũng là lần đầu tiên và cũng là lần cuối cùng, hiến pháp triệu tập một Thượng viện (mặc dù gián tiếp) và Hạ viện được bầu hoàn toàn. Thượng viện có nhiệm kỳ sáu năm và Hạ viện có nhiệm kỳ bốn năm. Lệnh cấm đối với các đảng phái chính trị được dỡ bỏ và các cuộc bầu cử chính thức đầu tiên được tổ chức vào năm 1946. Tuy nhiên, vào năm 1947, một cuộc đảo chính do quân đội thực hiện đã bãi bỏ hiến pháp và thay thế nó bằng Hiến chương "tạm thời" năm 1947 và sau đó là hiến chương "vĩnh viễn" vào năm 1949. Hiến pháp mới vẫn duy trì Hạ viện, nhưng tạo ra một Thượng viện gồm 100 thành viên do quốc vương trực tiếp bổ nhiệm.
Vào ngày 5 tháng 6 năm 1949, Orapin Chaiyakan trở thành người phụ nữ đầu tiên được bầu giữ chức vụ trong Quốc hội Thái Lan (cụ thể là Hạ viện).

### Quân đội nắm quyền
Hiến chương này kéo dài cho đến năm 1957 khi quân đội một lần nữa tiến hành đảo chính và thiết lập một Quốc hội đơn viện gồm 123 thành viên được chỉ định, 103 trong số đó là từ quân đội hoặc cảnh sát. Năm 1959, Thống chế Sarit Thanarat thực hiện một cuộc đảo chính khác lần này bãi bỏ hoàn toàn Quốc hội. Năm 1969, dưới thời Thanom Kittikachorn, Quốc hội lưỡng viện được tái lập, trong đó Hạ viện gồm 219 thành viên và Thượng viện được bổ nhiệm bởi hoàng gia. Điều này kéo dài cho đến năm 1972 khi Thanom giải tán chính phủ của chính mình và cai trị đất nước thông qua Hội đồng Điều hành Quốc gia. Dưới áp lực, Thanom đã phục hồi Quốc hội lập pháp quốc gia chỉ định 299 thành viên, trong đó 200 thành viên là quân nhân.
Năm 1974, sự cai trị của "ba kẻ bạo chúa" (còn được biết đến là thời kỳ của Thanom) cuối cùng đã bị lật đổ. Một hiến pháp mới đã được ban hành, lần này trao lại quyền lực cho cơ quan lập pháp bằng cách tạo ra một cơ quan lập pháp lưỡng viện với một Hạ viện được bầu và một Thượng viện do Hạ viện chỉ định. Trong vòng hai năm, quân đội do Thanin Kraivichien lãnh đạo một lần nữa bãi bỏ hiến pháp và thành lập Quốc hội đơn viện gồm 360 thành viên được hoàng gia bổ nhiệm.
Đến năm 1978, Kriangsak Chamanan (người kế nhiệm Tanin năm 1977) khôi phục lưỡng viện lập pháp với Hạ viện 301 thành viên được bầu và Thượng viện 225 thành viên do thủ tướng bổ nhiệm. Sự sắp xếp này kéo dài gần 13 năm cho đến khi Tư lệnh Lục quân, Tướng Suchinda Kraprayoon lật đổ chính phủ của Chatichai Choonhavan vào năm 1991 và quay lại Quốc hội đơn viện với 292 thành viên được chỉ định. Tuy nhiên, sự cai trị của Suchinda đã bị hạ bệ bởi cuộc nổi dậy Tháng Năm Đen, dẫn đến việc lật đổ quân đội và soạn thảo hiến pháp mới.

### Hiện tại
Hiến pháp năm 1997 hay "Hiến pháp Nhân dân", đưa Thái Lan trở lại chế độ dân chủ với Quốc hội lưỡng viện, trong đó Hạ viện có 500 thành viên được bầu (400 trực tiếp, 100 theo danh sách đảng), và Thượng viện có 200 thành viên được bầu. Sự sắp xếp này kéo dài gần mười năm. Hiến pháp đã bị bãi bỏ sau cuộc Đảo chính năm 2006, bởi quân đội do Tướng Sonthi Boonyaratglin lãnh đạo. Năm 2007, quân đội đã chỉ định Quốc hội lập pháp quốc gia soạn thảo hiến pháp mới. Dự thảo hiến pháp mới cuối cùng đã được thông qua sau khi nó được thông qua bởi một cuộc trưng cầu dân ý vào năm 2007. Hiến pháp này đã bị bãi bỏ vào cuối năm 2013 với sự sụp đổ của chính quyền Yingluck Shinawatra. Cho đến năm 2016, Thái Lan được quản lý bởi hiến pháp tạm thời năm 2014. Một cuộc trưng cầu một hiến pháp mới được tổ chức vào tháng 5 năm 2016. Sau khi được thông qua bởi cuộc trưng cầu vào năm 2016, ngày 06 tháng 4 năm 2017 hiến pháp mới được chính thức xác nhận bởi quốc vương Vajiralongkorn trong buổi lễ công bố Hiến pháp năm 2017.

## Thành phần
Quốc hội Vương quốc Thái Lan là cơ quan lập pháp lưỡng viện bao gồm Thượng viện và Hạ viện. Kết hợp lại, Quốc hội có 750 thành viên, 500 trong số đó được bầu trực tiếp thông qua một cuộc tổng tuyển cử (500 đại biểu hạ viện). Những thành viên khác gồm tất cả 250 thành viên Thượng viện do quân đội chỉ định. Đa số các cuộc bầu cử ở Thái Lan tuân theo hệ thống đầu phiếu đa số đơn sử dụng trong các cuộc bầu cử 400 đại biểu Hạ viện, 100 đại biểu còn lại Hạ viện được bầu theo tỷ lệ đại diện danh sách đảng.
Thành viên Quốc hội Thái Lan chiếm tỷ lệ áp đảo là nam giới, với tỷ lệ 95%. Tỷ lệ đại diện nữ giới là 5%, một trong những tỷ lệ thấp nhất trên thế giới. Tỷ lệ trung bình các quốc gia châu Á là 20% trong khi tỷ lệ trung bình toàn cầu nữ nghị sĩ là 24%. Và tối thiểu 30% mà Phụ nữ Liên Hợp Quốc cho là đạt yêu cầu.

### Thượng viện
Thượng viện Thái Lan là viện không theo đảng phái và có quyền lập pháp hạn chế. Thượng viện bao gồm 250 thành viên được chỉ định bởi Quân đội Hoàng gia Thái Lan. Nhiệm kỳ tại Thượng viện là 6 năm. Thượng viện cấm các thành viên giữ bất kỳ chức vụ kiêm nhiệm nào hoặc tư cách thành viên trong các đảng chính trị.

### Hạ viện
Hạ viện hay còn được gọi là Viện Dân biểu Thái Lan. Hạ viện bao gồm 400 đại biểu từ các cuộc bầu cử khu vực đơn cử và 100 đại biểu từ "đại diện tỷ lệ" theo danh sách đảng, đã được hệ thống hóa trong Hiến pháp Thái Lan năm 2007. "Đại diện theo tỷ lệ" của Thái Lan là bỏ phiếu song song, còn được hiểu là "đa số thành viên hỗn hợp". Đây là nơi 100 ghế được chia cho các đảng chính trị theo tỷ lệ phiếu phổ thông "đại diện theo tỷ lệ" mà mỗi đảng nhận được. Mỗi cử tri đủ điều kiện ở Thái Lan trong một cuộc tổng tuyển cử đều có hai phiếu bầu. Đầu tiên là dành cho đại biểu khu vực bầu cử, thứ hai dành cho đảng mà cử tri lựa chọn. Loại thứ hai sau đó được thêm vào và kết quả được chia thành tám khu vực bầu cử. 400 ghế được bầu trực tiếp trên cơ sở khu vực bầu cử. Nhiệm kỳ của Hạ viện là 4 năm, tuy nhiên, việc giải thể có thể xảy ra bất cứ lúc nào.

### Bầu cử
Các cuộc bầu cử ở Thái Lan được tổ chức theo chế độ phổ thông đầu phiếu; tuy nhiên, một số hạn chế được áp dụng: Người bỏ phiếu phải là công dân Thái Lan (nếu không phải là công dân Thái Lan khi sinh ra thì phải là công dân trong 5 năm), phải trên 18 tuổi trước năm tổ chức bầu cử và phải đăng ký trước 90 ngày cuộc bầu cử được tổ chức. Những người bị cấm bỏ phiếu trong các cuộc bầu cử Hạ viện là: thành viên tăng đoàn hoặc tăng lữ, những người bị đình chỉ đặc quyền vì nhiều lý do khác nhau, những người bị giam giữ theo quy định pháp luật hoặc tòa án, và những người tâm trí không ổn định hoặc bị bệnh tâm thần. Bỏ phiếu ở Thái Lan là bắt buộc.

## Lãnh đạo Quốc hội
Chủ tịch Quốc hội Thái Lan là một vị trí mặc nhiên do Chủ tịch Hạ viện Thái Lan đảm nhiệm, người sau khi được bầu làm Chủ tịch Hạ viện, sẽ đương nhiên đảm nhiệm chức vụ Chủ tịch Quốc hội. Phó Chủ tịch Quốc hội Thái Lan cũng là một vị trí mặc nhiên do Chủ tịch Thượng viện Thái Lan đảm nhiệm.

## Chức năng nhiệm vụ

### Lập pháp
Quyền hạn của Quốc hội được ghi trong Điều 6, Phần 7 Hiến pháp Thái Lan năm 2007. Quyền lực chính của Quốc hội là quyền lập pháp. Phương thức ban hành dự luật như sau:
- Một dự luật có thể được đưa ra Quốc hội nghiên cứu bởi Nội các Thái Lan; ít nhất là 20 thành viên của Hạ viện; bởi một tòa án (cơ quan tư pháp); bởi các cơ quan độc lập về hiến pháp (nhưng chỉ đối với luật liên quan đến tổ chức đó); và bởi những người có quyền biểu quyết gửi một bản kiến nghị với số lượng không ít hơn 10,000 người (một hình thức dân chủ trực tiếp). Nếu dự luật là dự luật tài chính thì việc giới thiệu nó chỉ có thể được thực hiện khi có sự xác nhận của thủ tướng.
- Dự luật sau đó được đưa ra Hạ viện để thảo luận, sửa đổi và biểu quyết. Khi Hạ viện đã xem xét dự luật và thông qua nghị quyết phê chuẩn, Hạ viện sẽ đệ trình dự luật lên Thượng viện. Thượng viện phải kết thúc việc xem xét dự luật đó trong vòng 60 ngày, trừ khi đó là một dự luật tài chính thì việc xem xét phải kết thúc trong vòng 30 ngày kể từ ngày Hạ viện đệ trình.
- Sau khi Thượng viện xem xét xong một dự luật và nếu nó được Hạ viện đồng ý, thì dự luật sẽ được chuyển sang giai đoạn tiếp theo. Nếu Thượng viện không đồng ý với Hạ viện, thì dự luật sẽ bị ngăn cản và trả lại cho Hạ viện. Nếu có sửa đổi, dự luật sửa đổi sau đó sẽ được gửi lại Hạ viện. Nếu Hạ viện thông qua sửa đổi, dự luật sẽ tiến hành giai đoạn tiếp theo. Trong các trường hợp khác, mỗi viện sẽ cử đại diện (có thể là thành viên hoặc không phải là thành viên của Quốc hội) với số lượng bằng nhau (có thể do Hạ viện ấn định), để tạo thành một ủy ban chung xem xét dự luật. Ủy ban hỗn hợp sau đó sẽ chuẩn bị một báo cáo và gửi lại dự luật cho cả hai viện. Nếu cả hai viện thông qua dự luật đã được ủy ban hỗn hợp xem xét, dự luật sẽ được chuyển sang giai đoạn tiếp theo. Nếu một trong hai viện không chấp thuận nó, dự luật sẽ bị ngăn cản.
- Sau khi dự luật được Quốc hội thông qua, thủ tướng trình quốc vương để được sự phê chuẩn của hoàng gia trong vòng 20 ngày kể từ ngày nhận được dự luật từ Quốc hội. Nó sẽ có hiệu lực sau khi được xuất bản trên Công báo Hoàng gia.
- Nếu quốc vương từ chối phê chuẩn của hoàng gia, bằng cách ngăn cản chữ ký của mình vào một dự luật và gửi lại Quốc hội hoặc không gửi lại trong vòng 90 ngày, (một quyền phủ quyết), Quốc hội phải xem xét lại dự luật đó. Nếu Quốc hội kiên quyết tái khẳng định dự luật với số phiếu tán thành không ít hơn hai phần ba tổng số thành viên hiện có của cả hai viện, thì thủ tướng sẽ lại trình dự luật để quốc vương ký. Nếu quốc vương vẫn không ký và trả lại dự luật trong vòng 30 ngày, thủ tướng có thể khiến dự luật được ban hành như một đạo luật trên Công báo Hoàng gia như thể quốc vương đã ký. Điều này cho phép Quốc hội lật ngược quyền phủ quyết của hoàng gia.

### Với chính phủ
Chính phủ Thái Lan, đặc biệt là Nội các Thái Lan chịu trách nhiệm trực tiếp trước Quốc hội. Hiến pháp quy định rằng trong vòng 15 ngày kể từ ngày tuyên thệ nhậm chức, Nội các phải trình bày các chính sách của mình trước Quốc hội. Quốc hội có quyền triệu tập bất kỳ bộ trưởng nào ra trước Quốc hội bất cứ lúc nào để giải thích chính sách hoặc trả lời chất vấn. Quyền lực giám sát này rất quan trọng vì một số thành viên Nội các không cần phải là thành viên Quốc hội. Nếu họ là thành viên, họ chỉ có thể đến từ hạ viện, vì hiến pháp nêu rõ ràng cấm các thành viên của Thượng viện làm thành viên của Nội các.
Vì thủ tướng được chọn từ hàng ngũ của Hạ viện và được bầu bởi Hạ viện, do đó, thủ tướng chịu trách nhiệm trực tiếp trước cơ quan lập pháp. Quốc hội có thể buộc thủ tướng xuất hiện trước Quốc hội như bất kỳ bộ trưởng nào khác và buộc thủ tướng phải giải thích các chính sách và trả lời các câu hỏi, giống như bất kỳ thành viên nào khác trong Nội các. Ngược lại, Nội các cũng có một số quyền hạn đối với Quốc hội. Theo hiến pháp, Nội các có thể triệu tập phiên họp khẩn cấp Quốc hội bất cứ lúc nào.

### Bổ nhiệm
Ngoài chức năng lập pháp và giám sát, Quốc hội có quyền bổ nhiệm và bãi nhiệm. Hạ viện được độc quyền bầu chọn Thủ tướng Thái Lan. Đầu tiên ứng cử viên phải nhận được sự ủng hộ của 1/5 tổng số thành viên. Sau đó, một cuộc bỏ phiếu đa số đơn giản sẽ xác nhận việc bổ nhiệm của thủ tướng mà sẽ chính thức được thực hiện bởi quốc vương. Sự đồng ý của hoàng gia sau đó được Chủ tịch Quốc hội ký.
Thượng viện được trao quyền độc quyền tư vấn về việc bổ nhiệm các thành viên của cơ quan tư pháp và thành viên của các tổ chức chính phủ độc lập. Những người này bao gồm các thẩm phán Tòa án Hiến pháp Thái Lan; thành viên Ủy ban bầu cử; thành viên Ủy ban chống tham nhũng quốc gia và Ủy ban nhân quyền quốc gia. Tuy nhiên, quyền bổ nhiệm các thành viên Ủy ban Kiểm toán Nhà nước (bao gồm cả Tổng Kiểm toán) thuộc về quốc vương, với chữ ký ngược của Chủ tịch Thượng viện.
Quốc hội có quyền luận tội và cách chức những viên chức này. Thủ tướng chỉ có thể bị bãi bỏ bởi Hạ viện trong cuộc bỏ phiếu bất tín nhiệm. Các thành viên của Nội các không do Quốc hội bổ nhiệm, nhưng họ có thể bị Quốc hội bãi nhiệm trong một quy trình tương tự. Lần này việc bỏ phiếu bất tín nhiệm được cả hai hoặc các viện riêng lẻ. Các thẩm phán và các quan chức chính phủ độc lập cũng có thể bị bãi bỏ bởi cả hai viện của Quốc hội.

## Nhiệm kỳ
Hai viện của Quốc hội có nhiệm kỳ khác nhau. Theo quy định của hiến pháp, Thượng viện được bầu với nhiệm kỳ 6 năm, trong khi Hạ viện được bầu với nhiệm kỳ 4 năm. Nhìn chung, nhiệm kỳ của Quốc hội dựa trên nhiệm kỳ của Hạ viện. Quốc hội mỗi năm sẽ họp hai kỳ họp: kỳ họp "thường lệ" và kỳ họp "lập pháp". Kỳ họp đầu tiên của Quốc hội phải diễn ra trong vòng 30 ngày kể từ ngày tổng tuyển cử Hạ viện. Phiên họp đầu tiên phải được đích thân quốc vương khai mạc bằng cách đọc Diễn văn từ ngai vàng. Buổi lễ này được tổ chức tại Đại cung Ananda Samakhom. Quốc vương cũng có thể chỉ định một người đại diện để thực hiện nhiệm vụ này. Quốc vương cũng có nhiệm vụ tiến hành các phiên họp thông qua sắc lệnh hoàng gia khi nhiệm kỳ Hạ viện kết thúc. Quốc vương cũng có đặc quyền triệu tập các phiên họp bất thường và kéo dài các phiên họp theo ý mình.
Quốc hội có thể tổ chức "phiên họp chung" cả hai viện trong một số trường hợp. Chúng bao gồm việc bổ nhiệm một nhiếp chính; bất kỳ sự thay đổi nào đối với Luật Kế thừa vương vị năm 1924; khai mạc kỳ họp đầu tiên; thông báo các chính sách của Nội các Thái Lan; phê chuẩn lời tuyên chiến; điều trần giải thích và thông qua một hiệp ước; và việc sửa đổi hiến pháp.

## Đặc quyền
Các thành viên của Quốc hội được hưởng các đặc quyền nghị viện, được ghi trong hiến pháp. Chúng bao gồm "lời nói thể hiện khi đưa ra tuyên bố thực tế hoặc ý kiến hoặc khi bỏ phiếu" trong một phiên họp chung của Quốc hội; Không thành viên nào của Hạ viện hoặc Thượng viện, trong suốt phiên họp, bị bắt, giam giữ hoặc triệu tập theo lệnh để điều tra với tư cách là nghi phạm trong một vụ án hình sự trừ khi được phép của viện mà người đó là thành viên hoặc thành viên bị bắt khi đang thực hiện hành vi phạm tội (bị bắt quả tang).
Hai viện cũng giữ đặc quyền quyết định các luật lệ và phương thức của riêng mình, các ủy ban, số đại biểu của ủy ban, các cuộc họp, việc đệ trình và xem xét các dự luật và dự luật luật tổ chức, đệ trình các kiến nghị, tham vấn, tranh luận, thông qua một nghị quyết, việc ghi lại và tiết lộ về việc thông qua một nghị quyết, phần chất vấn, việc bắt đầu một cuộc thảo luận chung và các thành viên ủy ban.

## Tòa nhà Quốc hội
Từ ngày 28 tháng 6 năm 1932 đến năm 1974, cơ quan lập pháp họp tại Đại cung Ananta Samakhom. Sau cuộc bầu cử đầu tiên vào Quốc hội năm 1933, Vua Prajadhipok đã trao Đại cung cho cơ quan lập pháp sử dụng. Tuy nhiên, qua nhiều năm, thành phần của Quốc hội đã tăng lên và Đại cung trở nên quá nhỏ để có thể chứa tất cả các viện lập pháp và ban thư ký của nó. Ba nỗ lực đã được thực hiện để xây dựng một tòa nhà mới. Từng thất bại vì chính phủ cầm quyền đã bị chấm dứt trước khi ngân sách có thể được trích lập.
Tuy nhiên, lần thứ tư đã thành công, với sự giúp đỡ của Quốc vương Bhumibol Adulyadej, người đã lấy khu đất hoàng gia ngay phía bắc Đại cung để làm địa điểm của Tòa nhà Quốc hội mới. Việc xây dựng bắt đầu vào ngày 5 tháng 11 năm 1970, với kinh phí 51,027,360 baht. Khu phức hợp Tòa nhà Quốc hội mới bao gồm ba tòa nhà:
- Tòa nhà đầu tiên, hay Tòa nhà Quốc hội, là ba tầng chứa phòng họp của Quốc hội. Viện được chia sẻ bởi cả Thượng viện và Hạ viện. Nó cũng có các văn phòng của Chủ tịch và Phó Chủ tịch Quốc hội và các phó chủ tịch khác.
- Tòa nhà thứ hai là một tòa nhà bảy tầng nơi làm việc của Ban thư ký và các văn phòng của Quốc hội cũng như nhà in ấn của Quốc hội.
- Tòa nhà thứ ba là một tòa nhà hai tầng được sử dụng làm Câu lạc bộ Quốc hội, với các tiện nghi cho các thành viên Quốc hội.

Tòa nhà Quốc hội lần đầu tiên được sử dụng vào ngày 19 tháng 9 năm 1974. Đại cung Ananta Samakhom đã trở thành một tòa nhà lịch sử quốc gia và được trả lại cho quốc vương như một phần của Cung điện Dusit. Từ đó Tòa nhà Quốc hội trở thành tòa nhà chính được sử dụng cho Quốc hội. Hiện chỉ có lễ khai mạc cấp bang được tổ chức tại Sảnh ngai vàng.
Vào ngày 29 tháng 7 năm 2008, Quốc hội đã trích quỹ mới để xây dựng một Tòa nhà Quốc hội mới và khang trang hơn. Vào tháng 12 năm 2008, một địa điểm thuộc Quân đội Hoàng gia Thái Lan đã được xác định là địa điểm của một khu phức hợp mới, nhưng không có hành động nào khác được thực hiện.
Năm 2013, Quốc hội xác nhận Quốc hội sẽ chuyển đến Tòa nhà Quốc hội mới là Sappaya-Sapasathan.

## Danh sách bầu cử
Lịch sử và thành phần của Quốc hội

### Hạ viện
| Bầu cử            | Ngày                 | Người tham dự | Ghế bầu      | Cử tri đăng ký | Đảng thắng cử                     | Ghế đảng thắng cử | Ghế đảng thắng cử |
| ----------------- | -------------------- | ------------- | ------------ | -------------- | --------------------------------- | ----------------- | ----------------- |
| 1933              | 15 tháng 11 năm 1933 | 41.45%        | 78 trên 156  | 4,278,231      |                                   |                   |                   |
| 1937              | 7 tháng 11 năm 1937  | 40.22%        | 91 trên 182  | 6,123,239      |                                   |                   |                   |
| 1938              | 12 tháng 11 năm 1938 | 35.03%        | 91 trên 182  | 6,310,172      |                                   |                   |                   |
| 1946              | 6 tháng 1 năm 1946   | 32.52%        | 96 trên 192  | 6,431,827      |                                   |                   |                   |
| 1948              | 29 tháng 1 năm 1948  | 29.50%        | 99 trên 186  | 7,176,891      |                                   |                   |                   |
| 1952              | 26 tháng 2 năm 1952  | 38.95%        | 123 trên 246 | 7,602,591      |                                   |                   |                   |
| Tháng 2 năm 1957  | 26 tháng 2 năm 1957  | 57.50%        | 160 trên 283 | 9,859,039      | Seri Manangkhasila                | 86                |                   |
| Tháng 12 năm 1957 | 15 tháng 12 năm 1957 | 44.07%        | 160 trên 281 | 9,917,417      | Sahaphum                          | 44                |                   |
| 1969              | 10 tháng 2 năm 1969  | 49.16%        | 219          | 14,820,180     | Đảng Nhân dân Thái Lan Thống nhất | 75                |                   |
| 1975              | 26 tháng 1 năm 1975  | 47.18%        | 269          | 20,242,791     | Đảng Dân chủ                      | 72                | 17.23%            |
| 1976              | 4 tháng 4 năm 1976   | 43.99%        | 279          | 20,623,430     | Đảng Dân chủ                      | 114               | 25.31%            |
| 1979              | 22 tháng 4 năm 1979  | 43.90%        | 301          | 21,284,790     | Đảng Hành động Xã hội             | 82                | 21.26%            |
| 1983              | 18 tháng 4 năm 1983  | 50.76%        | 324          | 24,224,470     | Đảng Hành động Xã hội             | 92                | 26.78%            |
| 1986              | 27 July 1986         | 61.43%        | 347          | 26,160,100     | Đảng Dân chủ                      | 100               | 22.52 %           |
| 1988              | 24 tháng 7 năm 1988  | 63.56%        | 357          | 26,658,638     | Chart Thai                        | 87                | 19.29%            |
| Tháng 3 năm 1992  | 22 tháng 3 năm 1992  | 59.24%        | 360          | 32,436,283     | Đoàn kết Công lý                  | 79                | 19.27%            |
| Tháng 9 năm 1992  | 13 tháng 9 năm 1992  | 61.59%        | 360          | 31,860,156     | Đảng Dân chủ                      | 79                | 21.02%            |
| 1995              | 2 tháng 7 năm 1995   | 62.04%        | 391          | 37,817,983     | Chart Thai                        | 92                | 22.83%            |
| 1996              | 17 tháng 11 năm 1996 | 62.42%        | 393          | 38,564,593     | Khát vọng Mới                     | 125               | 29.14%            |
| Bầu cử            | Ngày                 | Người tham dự | Ghế bầu      | Cử tri đăng ký | Đảng thắng cử                     | Ghế đảng thắng cử | Ghế đảng thắng cử |
| 2001              | 6 tháng 1 năm 2001   | 69.43%        | 500          | 42,875,036     | Thai Rak Thai                     | 248               | 39.91%            |
| 2005              | 6 tháng 2 năm 2005   | 72.56%        | 500          | 44,572,101     | Thai Rak Thai                     | 377               | 60.48%            |
| 2006              | 2 tháng 4 năm 2006   | 64.77%        | 500          | 44,909,562     | Thai Rak Thai (vô hiệu)           | 461 (vô hiệu)     | 59.91% (vô hiệu)  |
| 2007              | 23 tháng 12 năm 2007 | 85.38%        | 480          | 45,658,170     | Sức mạnh Nhân dân                 | 233               | 38.61%            |
| 2011              | 3 tháng 7 năm 2011   | 75.03%        | 500          | 46,939,549     | Pheu Thai                         | 265               | 47.03%            |
| 2014              | 2 tháng 2 năm 2014   | 47.72 %       | 500          | 43,024,042     | Vô hiệu                           | Vô hiệu           | Vô hiệu           |
| 2019              | 24 tháng 3 năm 2019  | 74.69%        | 500          | 51,239,638     | Pheu Thai (Đối lập)               | 136               | 21.92%            |
| 2023              | 14 tháng 5 năm 2023  | –             | 500          | 52,287,046     | Chờ xác nhận                      | Chờ xác nhận      | Chờ xác nhận      |
| Bầu cử            | Ngày                 | Người tham dự | Ghế bầu      | Cử tri đăng ký | Đảng thắng cử                     | Ghế đảng thắng cử | Ghế đảng thắng cử |

### Thượng viện
- Bầu cử Thượng viện Thái Lan 2000
- Bầu cử Thượng viện Thái Lan 2006
- Bầu cử Thượng viện Thái Lan 2008
- Bầu cử Thượng viện Thái Lan 2014